# П'яніга
П'яніга, П'яніґа (італ. Pianiga, вен. Pianiga) — муніципалітет в Італії, у регіоні Венето, метрополійне місто Венеція.
П'яніга розташовані на відстані близько 400 км на північ від Рима, 25 км на захід від Венеції.
Населення — 12 252 особи (2014).
Щорічний фестиваль відбувається 11 листопада. Покровитель — святий Мартин Турський.

## Демографія
Населення за роками:

Станом на 1 січня 2023 року в муніципалітеті офіційно проживало 840 іноземців з 48 країн, серед них 456 громадян країн Євросоюзу та 30 громадян України.

## Сусідні муніципалітети
- Доло
- Фієссо-д'Артіко
- Міра
- Мірано
- Санта-Марія-ді-Сала
- Вігонца
- Вілланова-ді-Кампозамп'єро